# Греко-израильские отношения
Израильско-греческие отношения — двусторонние отношения между Грецией и Израилем.
Отношения между двумя странами были менее теплыми в конце XX века, однако с 2008 года они стали самыми сильными в Восточном Средиземноморье. Израиль и Греция считают друг друга сильнейшим союзником в вопросах обороны, разведки, экономики и культуры. Оба государства являются частью Энергетического треугольника, который относится к добыче нефти и газа Израилем и Кипром к 2015 году, которые будут поставляться в континентальную Европу через трубопровод, проложенный по территории Греции. Ухудшение отношений Израиля с Турцией после перехвата флотилии в Газу в значительной степени способствовало укреплению греко-израильских отношений.
Сегодня Греция и Израиль имеют дипломатические отношения на очень высоком уровне. Обе страны являются партнерами по ОБСЕ и членами Союза для Средиземноморья, ВТО и других международных организаций. Отношения между двумя государствами подкрепляются более чем 2 000-летним еврейским присутствием в Греции (см. Романиоты), в то время как Иерусалим является местом, где располагается Иерусалимский Патриарх, один из пяти изначальных Пентархии раннего христианства. Посол Израиля в Греции — Ариэль Мекель.

## История

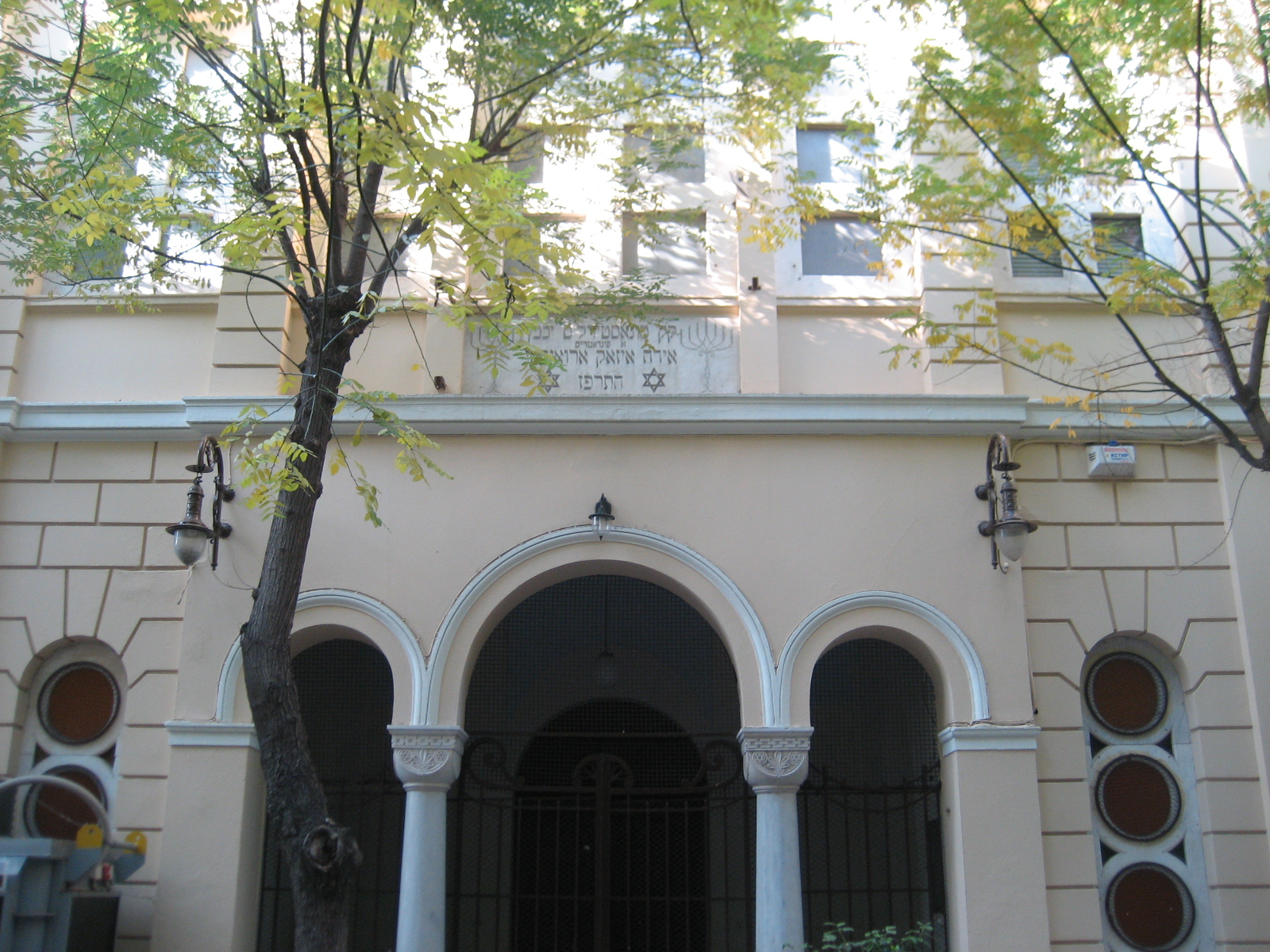
Синагога Monastir, Салоники

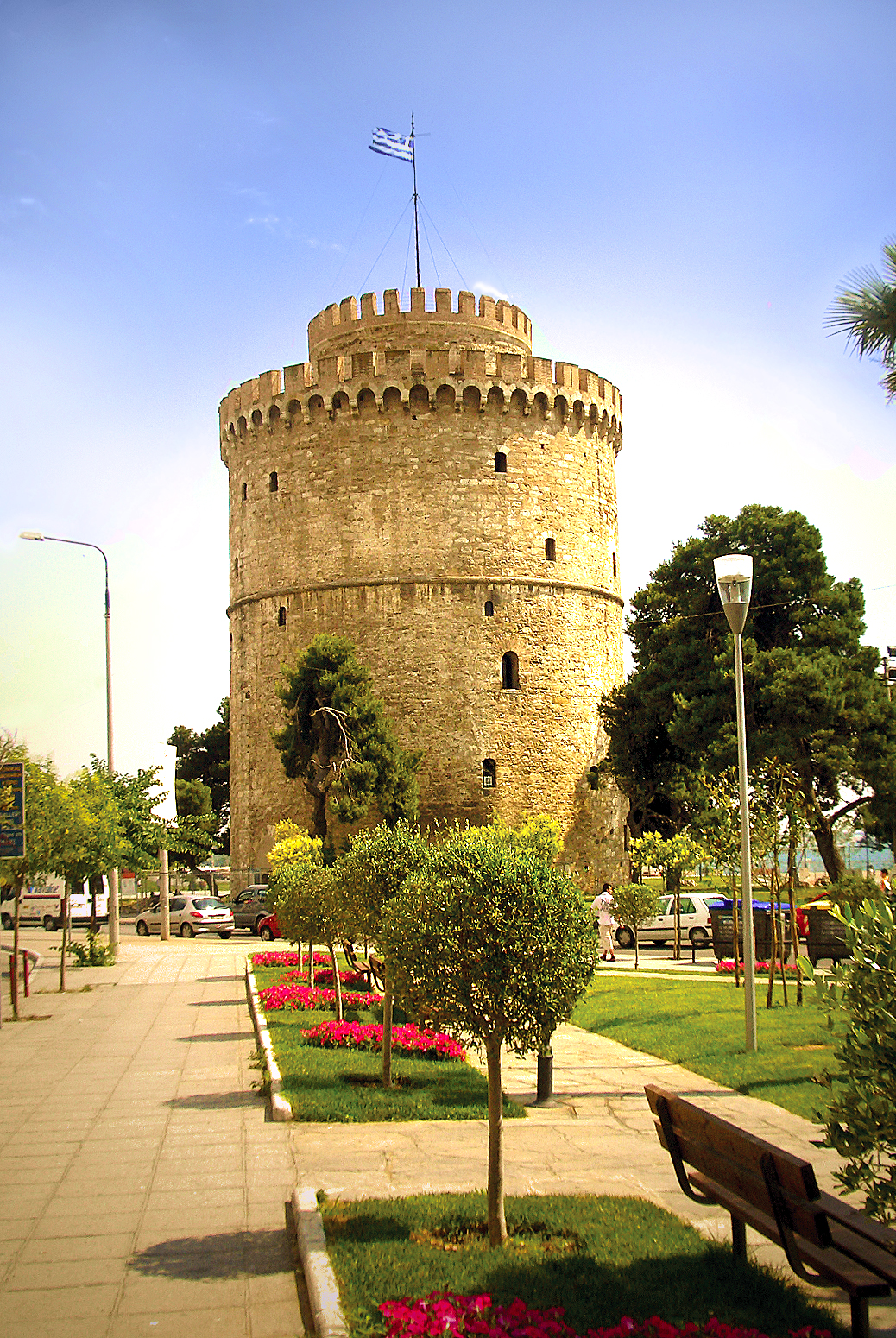
Белая башня, обозначающая юго-восточную границу еврейского квартала в Салониках, «Мать Израиля»

Вместе с Кубой Греция была одной из двух христианских стран, которые голосовали против Плана ООН по разделу Палестины. Это было сделано главным образом для того, чтобы не навредить греко-арабским экономическим связям, например, была угроза высылки из Египта греческой общины (что-то похожее произойдет позже, после того, как Насер придет к власти).
После подписания соглашения о перемирии, гарантирующего существование Израиля после Войны за независимость (1948), Греция признала Государство Израиль 15 марта 1949 года, хотя дипломатически она была представлена в Тель-Авиве на уровне ниже посольского.
В 1990-х годах были предприняты усилия по улучшению связей между двумя странами, и было подписано соглашение о сотрудничестве в области обороны. Тем не менее существует напряженность из-за традиционной поддержки Грецией палестинцев и греческого фаворитизма в отношении арабов и поддержки палестинского политического насилия, особенно в рамках правления премьер-министра Андреаса Папандреу (1981—1989 и 1993—1996 годов) а также израильское военное сотрудничество с Турцией и споры о греческом православном патриархате в Иерусалиме.
Дипломатические отношения между Грецией и Израилем значительно укрепились после инцидента с флотилией в секторе Газа в мае 2010 года и подрыва отношений Израиля с Турцией. В августе 2010 года премьер-министр Израиля Биньямин Нетаньяху стал первым премьер-министром Израиля, посетившим Грецию. В ходе двухдневного тура премьер-министр и премьер-министр Греции Георгиос Папандреу обсудили возможность расширения стратегических связей и налаживания более тесного сотрудничества между военными и смежными отраслями стран. Израильские дипломаты выразили согласие на расширение израильских связей с Грецией.

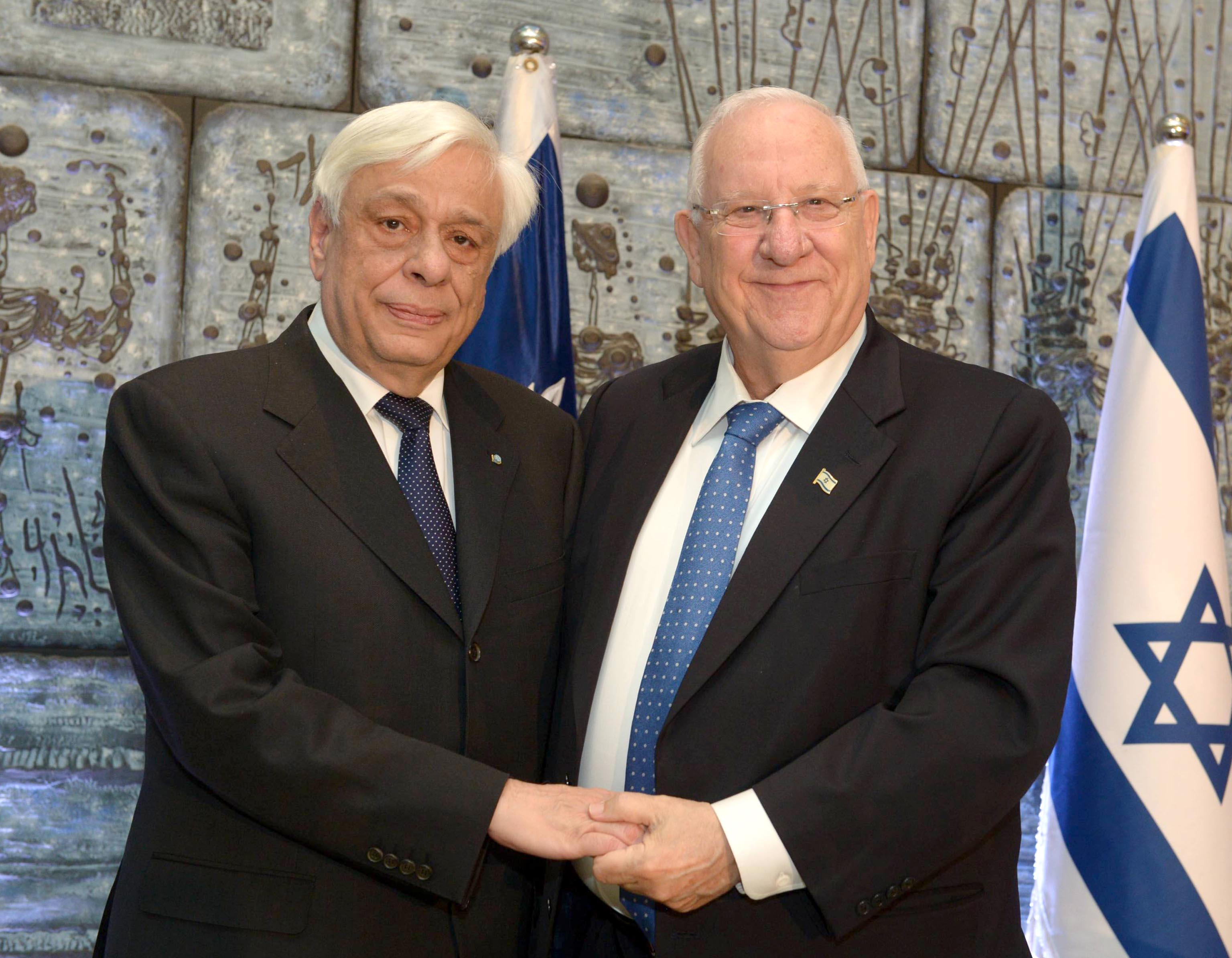
Президент Греции Прокопис Павлопулос и Президент Израиля Реувен Ривлин в марте 2016 года

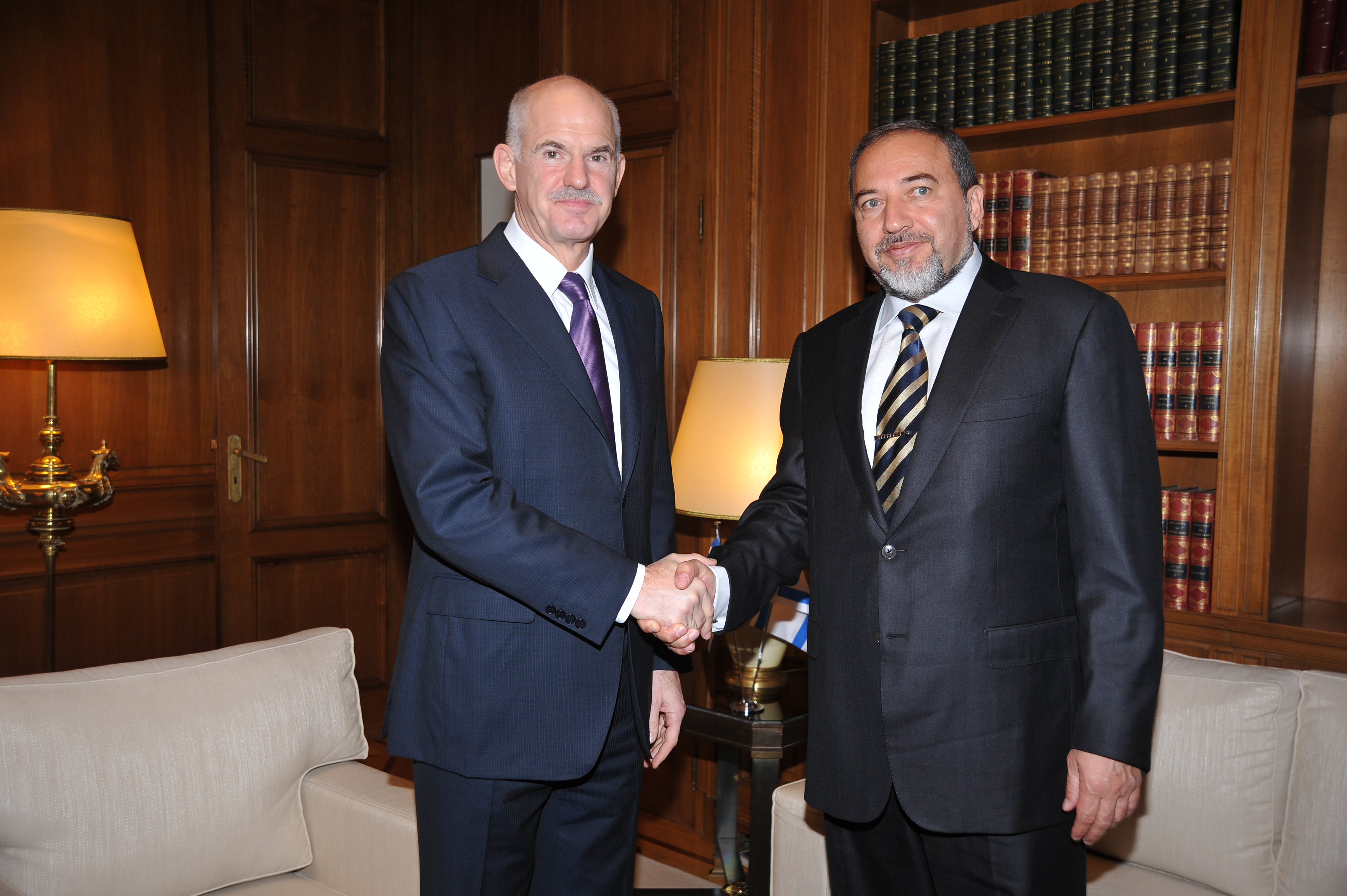
Министр иностранных дел Израиля Авигдор Либерман встречается с греческим премьер-министром Папандреу

Отношения между Грецией и Израилем улучшились с 1995 года благодаря ухудшению израильско-турецких отношений при правительстве партии ПСР премьер-министра Эрдогана, стремлении Греции увеличить свою сдерживающую силу против Турции, смерти Папандреу в июне 1996 года и улучшению американо-греческих отношений. В 2006 году израильский президент Моше Кацав посетил Грецию, это был первый официальный визит главы Израиля.
Греко-израильские отношения улучшились на фоне ухудшения турецко-израильских отношений после задержания флотилии в Газу в мае 2010 года. В июле того же года греческий премьер Папандреу-мл. посетил Израиль после многих лет для улучшения двусторонних отношений. Во время ответного визита Нетаньяху в августе 2010 года лидеры двух стран обсудили палестино-израильский конфликт, Иран, военное и экономическое сотрудничество во время встречи один на один, которая продолжалась полтора часа.
В январе 2011 года министр иностранных дел Авигдор Либерман посетил Афины с государственным визитом. Обе страны, как сообщается, создали совместный комитет для изучения путей улучшения сотрудничества по стратегическим и антитеррористическим вопросам.
В ноябре 2018 года израильский премьер-министр Нетаньяху посетил Болгарию с официальным визитом, где принял участие в саммите четырёх стран в Варне. В рамках визита он встретился с греческим премьером Ципрасом и обсудил с ним углубление двустороннего сотрудничества в различных областях, уделив особое внимание проекту по созданию газопровода EastMed для экспорта газа в Европу.
В начале января 2020 года Нетаньяху посетил Грецию с официальным визитом. В ходе поездки он встретился с премьер-министром Греции Кириакосом Мицотакисом, а также с президентом Кипра Никосом Анастасиадисом. В ходе визита был подписан тройственный договор о прокладке газопровода, соединяющего израильские и кипрские газовые месторождения с европейским газовым рынком.

## Сотрудничество

### Экономика и финансы
В ноябре 2018 года Израиль, Греция, Кипр и Италия подписали соглашение о строительстве газопровода, который соединит эти страны и будет доставлять израильский и кипрский природный газ в Европу. Работы по прокладке газопровода продлятся 5 лет и оцениваются в €7 млрд. Газопровод протянется на 2200 км, станет самым глубоководным в мире, его пропускная способность оценивается в 20 млрд кубометров в год.

### Оборона и безопасность
В мае 2020 года министерства обороны двух стран подписали соглашение о передачи греческой стороне БПЛА «Heron» в аренду с возможностью их выкупа через 3 года. СМИ не сообщили точную сумму сделки, однако указывается, что переговоры велись об аренде двух станций беспилотников на €39 млн.
В январе 2021 года греческое правительство утвердило программу 20-летнего сотрудничества с Израилем в военной и оборонной сферах на общую сумму $1,68 млрд. В Греции будет создана школа подготовки пилотов греческих ВВС, а также будут поставлены 10 учебных сверхзвуковых самолётов Alenia Aermacchi M-346 Master («Лави») для продвинутой стадии подготовки пилотов, проведена эксплуатация учебных самолетов Beechcraft T-6 Texan II («Эфрони»), поставка летных симуляторов, обеспечение снабжения и логистики.
В июне 2022 года греческий министр гражданской безопасности Греции Кристос Стилианидес посетил Израиль. В рамках визита он встретился с замминистра обороны Израиля Алонрм Шустером и подписал вместе с ним договор о сотрудничестве в сфере гражданской безопасности.